# Ånimskogs kyrka
Ånimskogs kyrka är en kyrkobyggnad som sedan 2010 tillhör Åmåls församling (tidigare Ånimskogs församling) i Karlstads stift. Den ligger några hundra meter från sjön Ånimmens östra strand i Åmåls kommun.

## Kyrkobyggnaden
Kyrkobyggnadens västra del härstammar från 1200-talet, medan resten byggdes vid början av 1600-talet då ursprungliga koret och östra gaveln togs bort. Kyrkan förlängdes åt öster och fick ett tresidigt avslutat korparti. Samtidigt uppfördes ett vapenhus i söder och långhuset försågs med mansardtak. 1768 uppfördes nuvarande vapenhus vid kyrkans västra kortsida och det södra vapenhuset byggdes om till sakristia. Kyrkan räknas till en av Dalslands tre vackraste.
Takmålningarna med fem bibliska motiv är utförda 1739 av Hans Georg Schüffner. 

## Klockstapel
Söder om kyrkan, utanför kyrkogårdsmuren, står en brädfodrad och rödmålad klockstapel som byggdes 1731 av snickaren Per Andersson från Sotebyn i Tösse.

## Inventarier

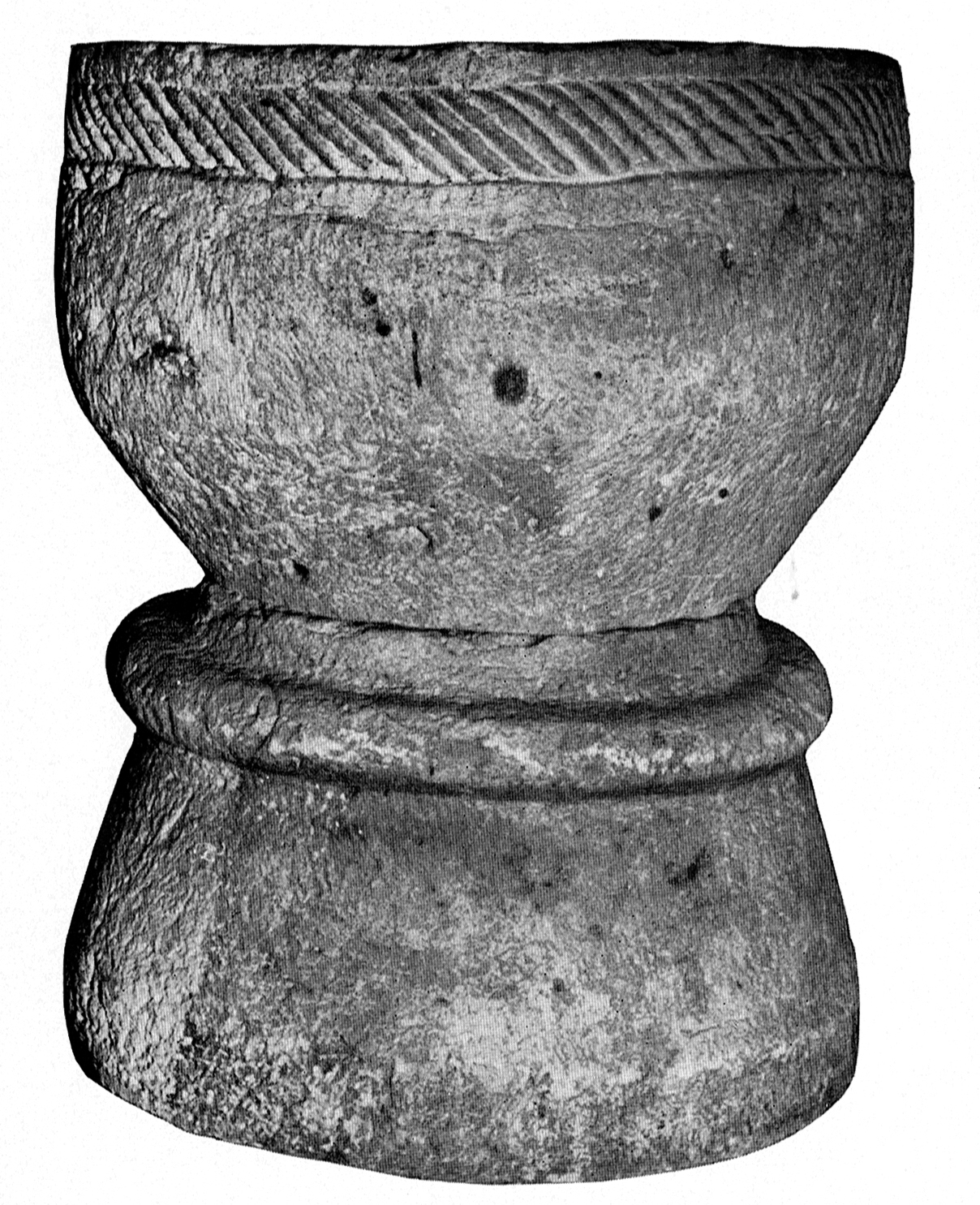
Dopfunten.

- Dopfunt av rödgrå sandsten från 1200-talet. Höjd 80 cm i två delar. Cuppan är skålformig och har en grovt huggen repstav längs överkanten. Foten är konisk med en kraftig rundstav nedanför överkanten. Uttömningshål finns i funtens mitt. Trots lagningar finns ändå skador.[2]
- Predikstolen är tillverkad 1729 av konstsnidaren Nils Falk i Ånimskog. På predikstolen finns en trätavla från 1774.
- Även Altaruppsatsen är tillverkad 1729 av Falk och består av ett snidat krucifix flankerat av två stående figurer föreställande Mose och Aron.
- Otto Hesselboms målning Julafton vid graven.

### Orgel
- Den pneumatiska orgeln på läktaren i väster är byggd 1926 av Nordfors & Co, Lidköping. Den har renoverats och omdisponerats 1958 och 1973 av Smedmans Orgelbyggeri AB, Lidköping, men fasaden och flera stämmor är bevarade från byggnadstiden. Orgeln har elva stämmor fördelade på två manualer och pedal.[3] Orgel har kågellådor och en gemensam svällare för hela orgeln. Det finns tre fasta kombinationer och automatisk pedalväxling. Tonomfånget är på 54/27.

| Manual I     | Manual II       | Pedal              | Koppel    |
| Borduna 16´  | Rörflöjt 8´     | Subbas 16´ (tr I)  | I/P       |
| Principal 8´ | Gedacktflöjt 4´ | Koralbas 4´ (tr I) | II/P      |
| Oktava 4'    | Principal 2'    |                    | II/I      |
| Svegel 2'    | Sifflöjt 1'     |                    | I 4'/I    |
| Mixtur III   |                 |                    | II 16'/II |

## Bilder

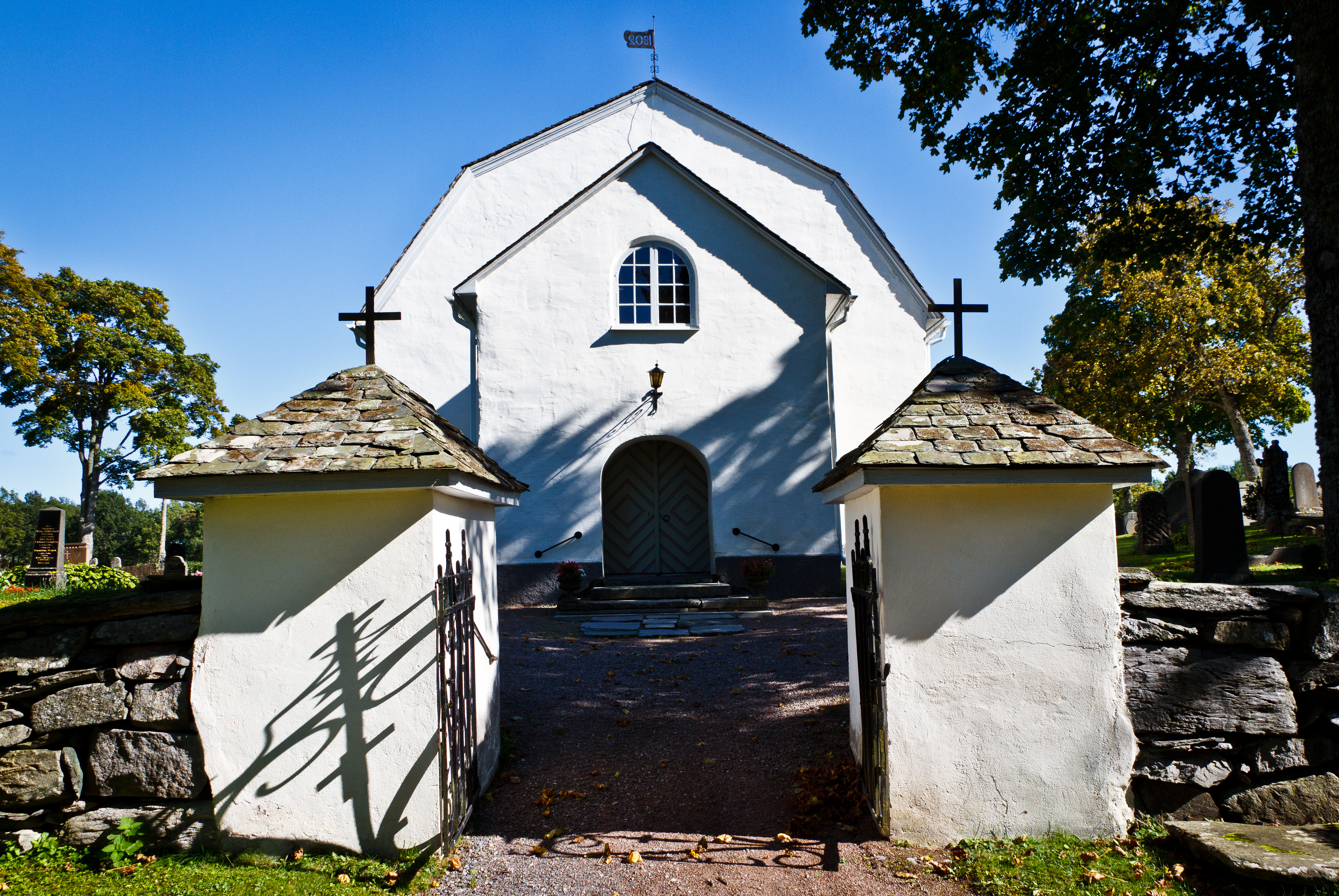
Entré
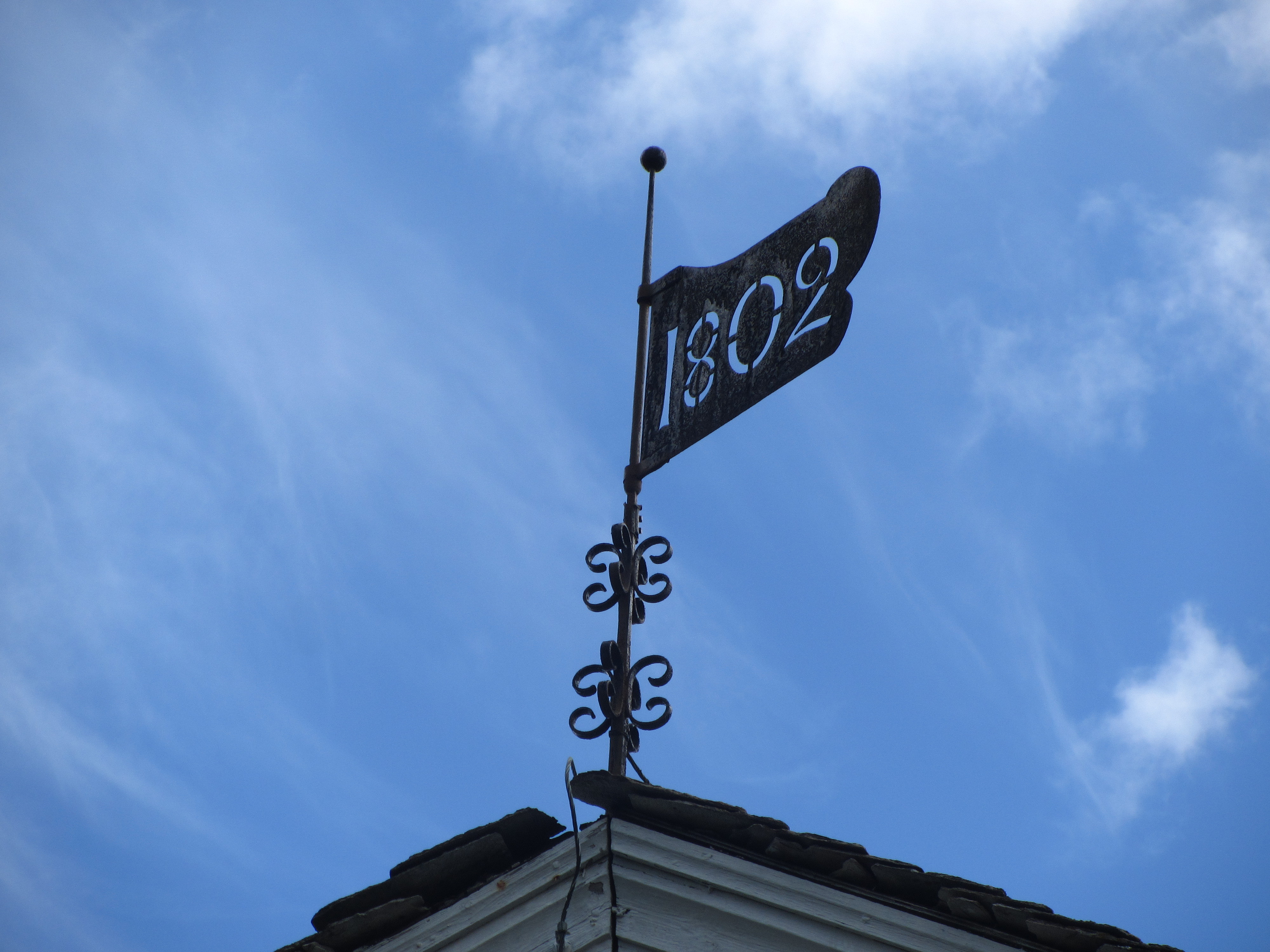
Vindflöjel
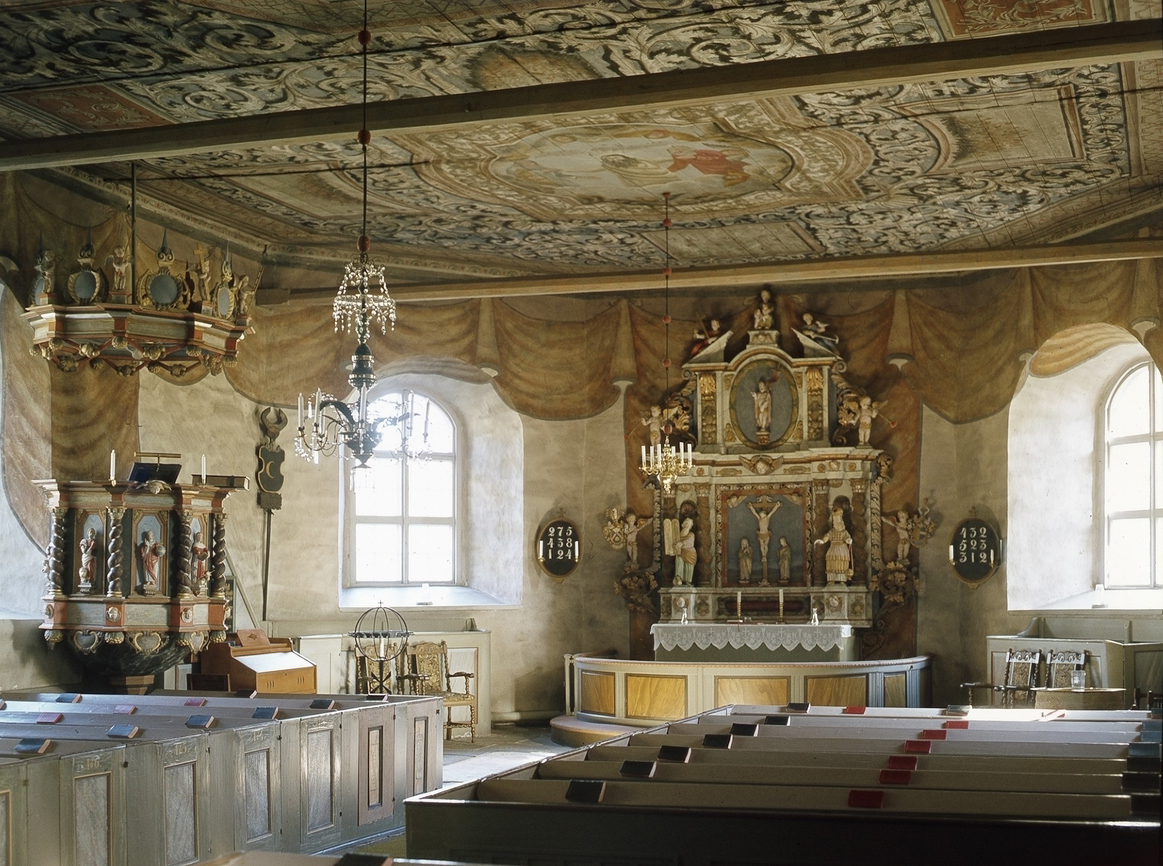
Interiör mot koret 1979
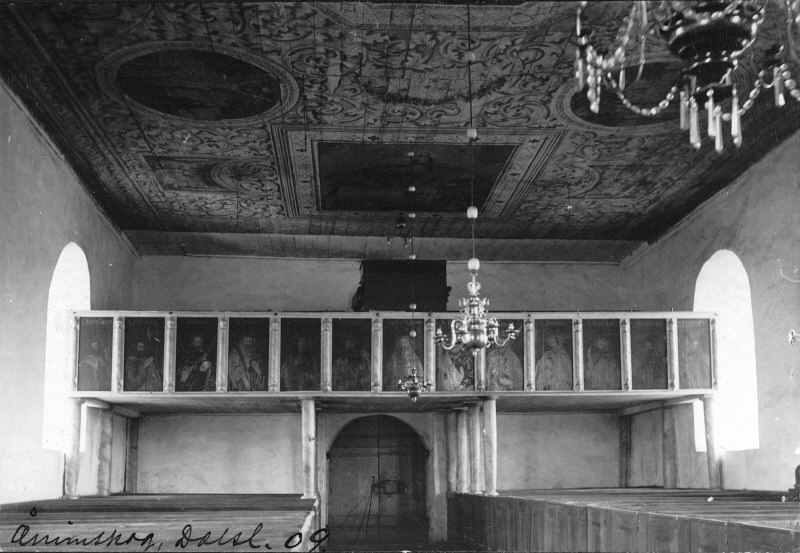
Interiör mot orgelläktaren 1909